# 朱秩炵
安化惠懿王朱秩炵（1415年9月11日—1491年），明朝慶藩第一代安化王，慶靖王朱㮵的庶第三子，母為夫人劉氏。

## 生平
永樂十三年（1415年）生。永樂十九年（1421年）四月，封安化王。宣德三年（1428年）七月，獲賜冕服。
正統六年（1441年），朱秩炵因王府狹隘，奏請將在王府旁邊居住的百姓遷走，並求王府旁邊的空地。明英宗以遷徙百姓不便為由拒絕了其前一請求。景泰二年（1451年），朱秩炵再次因王府狹隘，奏請遷往慶陽府、鳳翔府等處居住。明景帝以軍民艱窘為由拒絕了其請求。
弘治四年（1491年）正月，朱秩炵去世，享年七十七歲，諡號惠懿。長子朱邃墁早卒，長孫朱寘鐇在一年後襲爵。明朝史学家王世贞《弇山堂别集·盛事述五》“亲王高寿”则称朱秩炵享年八十八岁。

## 家庭

### 妻
- 倪氏，寧夏中護衛指揮同知倪昇女，宣德三年（1428年）七月冊為安化王妃[3]。

### 子
- 庶長子：鎮國將軍→安化恭和王（追封）朱邃墁[7]

### 女
- 長女：府谷縣主，儀賓蔣端
- 次女：膚施縣主，儀賓宮濂[5]